# Polarägglav
Polarägglav (Candelariella placodizans) är en lavart som först beskrevs av William Nylander och fick sitt nu gällande namn av Hugo Magnusson. 
Polarägglav ingår i släktet Candelariella, och familjen Candelariaceae. Enligt den finländska rödlistan är arten otillräckligt studerad i Finland. Arten är reproducerande i Sverige. Artens livsmiljö är fjällhedar.